# Медден (фільм)
«Медден» (англ. Madden) — прийдешній американський біографічний спортивний драматичний фільм режисера Девіда О. Рассела, сценарій якого написав Рассел, опираючись на чернетку Кемброна Кларка. У головній ролі Ніколас Кейдж, який зіграв Джона Меддена, також в ролях Крістіан Бейл, Джон Малейні, Кетрін Ган та Сієнна Міллер.

## Синопсис
Після того, як «Окленд Рейдерс» змусили піти у відставку, запальний колишній головний тренер НФЛ Джон Медден об'єднується зі скромним гарвардським програмістом, щоб переписати його згасаючу спадщину, створивши першу у світі футбольну відеогру.

## Акторський склад
| Актор         | Роль             |
| ------------- | ---------------- |
| Ніколас Кейдж | Джон Медден      |
| Крістіан Бейл | Ел Девіс         |
| Джон Малейні  | Тріп Гокінс      |
| Кетрін Ган    | Вірджинія Медден |
| Сієнна Міллер | Керол Девіс      |
| Джоель Мюррей | Пет Саммеролл    |

## Виробництво
У травні 2023 року повідомлялося, що Вілл Феррелл розпочав переговори щодо головної ролі у фільмі, а Девід О. Рассел був заявлений в якості режисера майбутньої стрічки.
У квітні 2024 року було заявлено, що Г'ю Джекман претендує на роль Меддена, а Том Генкс вів переговори щодо ролі Ела Девіса. Однак у серпні на роль Меддена було обрано Ніколаса Кейджа. У квітні 2025 року було оголошено, що Крістіан Бейл зіграє Ела Девіса, а Джон Малейні, Кетрін Ган та Сієнна Міллер ведуть переговори про приєднання до акторського складу.
Основні зйомки розпочалися 24 квітня 2025 року в Атланті.